# Honeoye (Nueva York)
Honeoye es un lugar designado por el censo ubicado en el condado de Ontario en el estado estadounidense de Nueva York. En el año 2010 tenía una población de 579 habitantes.

## Geografía
Honeoye se encuentra ubicado en las coordenadas 42°47′25.95″N 77°30′41.28″O / 42.7905417, -77.5114667.